# Древнеримская стенопись

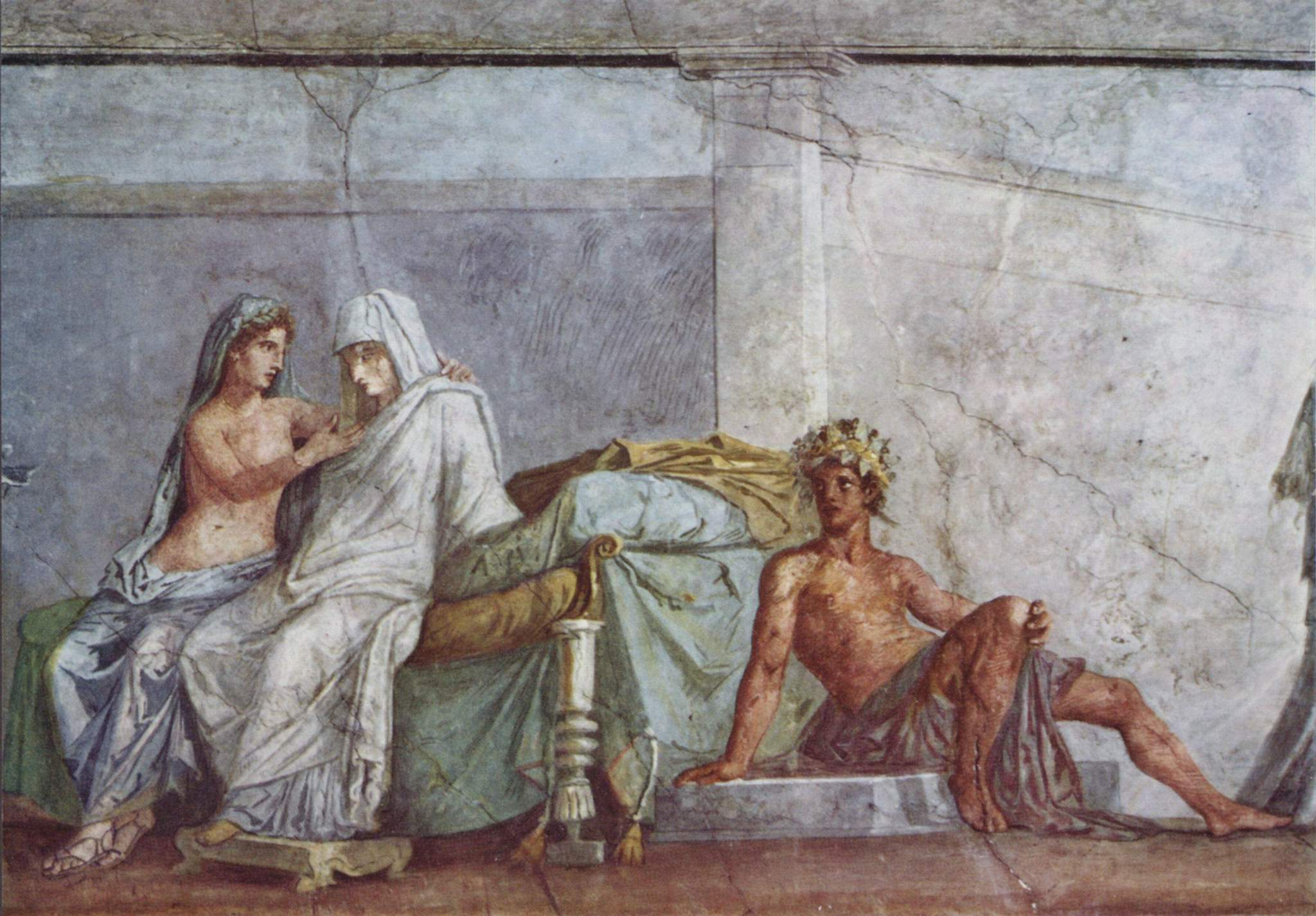
Альдобрандинская свадьба. Конец I в. до н. э. — начало I в. н. э. Деталь. Ватикан, Апостольская библиотека

Римская настенная живопись (называемая также помпейской, по основному месту находок) была представлена в нескольких стилях и была широко распространена в Древнем Риме с III века до н. э. до поздней античности. Никогда до, и никогда после этого в истории человечества настенная живопись не была так распространена. Её находили повсюду — от Британии до Египта, от Паннонии (римская Венгрия) до Марокко, в богатых квартирах и в бедном жилье самых отдалённых провинций. В большинстве источников используется наименование «живопись». В отношении монументального искусства (связанного с плоскостью стены) правильнее: роспись, или стенопись.

## Живопись у подножия Везувия
Дождь из пепла, прошедший после извержения Везувия в 79 н. э., сохранил произведения искусства в городах Помпеи и Геркуланум. Работа, которую он проделал, законсервировав предметы, послужила отправным пунктом для множества исследований римской настенной живописи.
Город Помпеи был снова найден в конце XVI века, когда Доменико Ди Трана раскопал городской форум, однако не понял значения своей находки. В начале XVIII века раскопки продолжил принц де Эльбеф. Он также проводил работы в произвольном порядке, не имея представления о том, что рядом находится античный город. Намеченные раскопки продолжил Карл III, король Неаполя и Сицилии. В 1735 году начались работы в Геркулануме, а 10 лет спустя снова были обнаружены Помпеи. Благодаря Жозефу и Каролине Бонапарт, которые по очереди занимали трон Неаполя, раскопки поддерживались и переживали новый подъём. В XIX веке итальянский король Виктор Эммануил II сделал Джузеппе Фиорелли руководителем раскопок. Раскопки впервые были систематизированы: строительный мусор был убран, здания пронумерованы, разделены на кварталы и жилые дома.

### Стили
В 1882 археолог Август Мау разделил настенную живопись Помпей на следующие стили:
1. Инкрустационный (200 — 80 до н. э.)
2. Архитектурно-перспективный (100 — 15 до н. э.)
3. Орнаментальный (15 до н. э. — 50 н. э.)
4. Мифологический (50 — 79 н. э.)

Эти стили использовались для декорирования стен. Переход между стилями был плавный. В 79 н. э. произошло извержение Везувия, и Помпеи были погребены под слоем пепла, из-за чего в городе сохранились образцы не всех стилей, однако они были представлены в других местах.

### Техники
Чаще всего живопись была выполнена в смешанной технике фрески и темперы или энкаустики. Штукатурка на стенах была нанесена в несколько слоев, причём их количество могло варьироваться. В основном, как в раннем, так и позднем периоде, чем богаче был дом — тем больше было слоев. Штукатурили стены и расписывали их сверху вниз. Дорогостоящая живопись дополнительно полировалась.

## Настенная композиция
Несмотря на большое разнообразие деталей, композиции строились по одному и тому же плану. Стена разделялась на верхнюю часть, среднюю часть и плинтус. Обычно плинтус был оформлен просто, одним цветом, но иногда встречалась имитация мрамора и незатейливая растительная живопись. Геометрические фигуры были также очень распространены. В средней части, напротив, упор был сделан на роспись. Стена могла быть украшена роскошными архитектурными элементами или же простыми полями, особенное внимание уделяли росписи центральной части стены, и часто помещали там картину. Очень распространённым приёмом был переход от широких одноцветных участков к узким, украшенным растительным или фантастическим орнаментом и другими образцами декоративной живописи. В верхней части присутствовали небольшие архитектурные элементы. В провинциях верхнюю часть украшали не так обильно.
Потолочной живописи сохранилось намного меньше чем настенной, до нас дошло два основных типа. В общем рисунок был простой, состоящий только из бесконечно повторяющихся кругов или квадратов, а в центр композиции часто помещали какую-либо фигуру.
Археологические находки предоставляют нам инженерные и письменные доказательства существования единой системы оформления пола, потолка и стен.

### Инкрустационный стиль
В инкрустационном стиле (также называемом структуральным) с помощью краски, штукатурки и вырезанных линий имитировалась блоковая кладка. Казалось, что стена состоит из обтёсанных камней, отчётливо были видны стыки между «плитами». Этот приём использовали и в других стилях. Иллюзия объёма создавалась с помощью геометрии и светотени. Инкрустационный стиль следовал общим тенденциям эллинистической архитектуры, о чём говорит наличие плинтуса и карниза. В оформлении карниза также использовалась техника светотени. Примеры можно увидеть в Casa di Sallustio, Casa del Fauno.

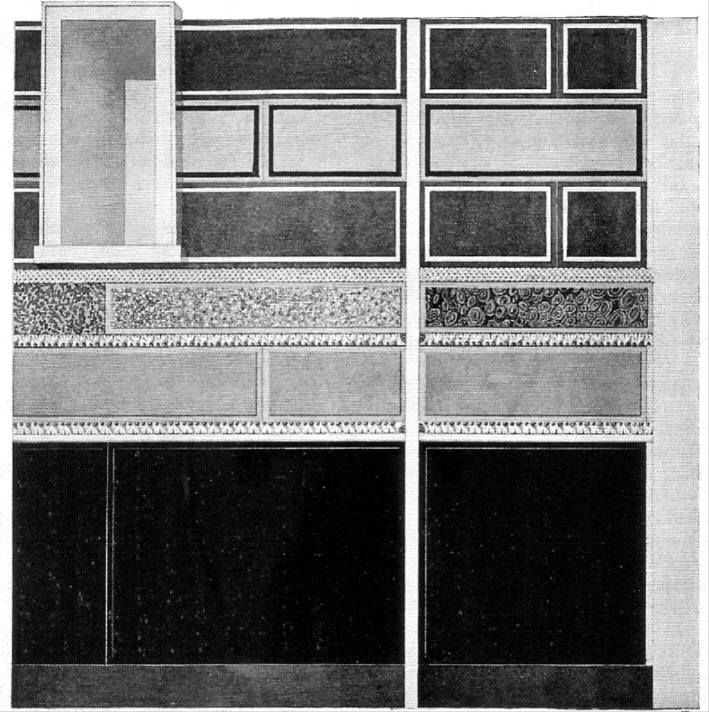
Эллинистическая роспись в греческом Делосе
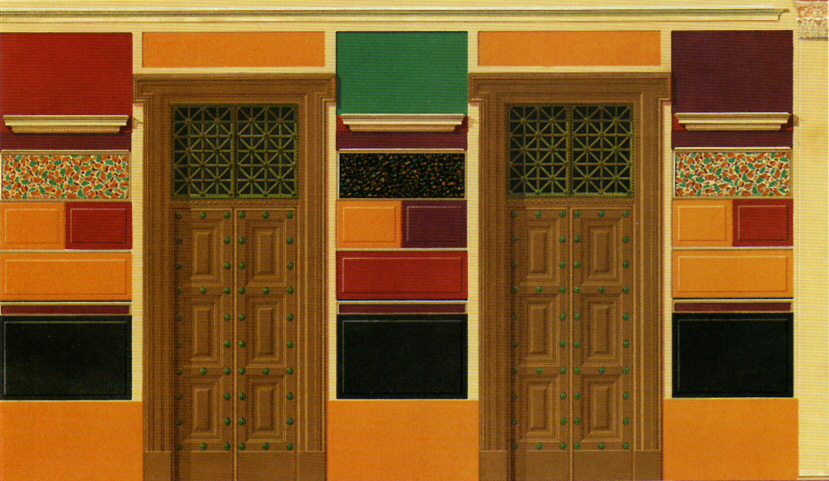
Роспись в Casa di Sallustio (Помпеи)
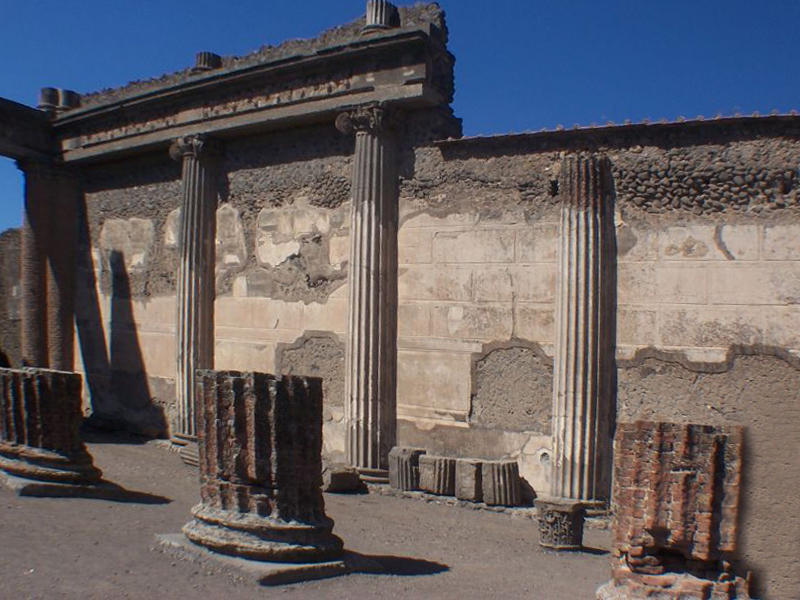
Стена в Помпеях
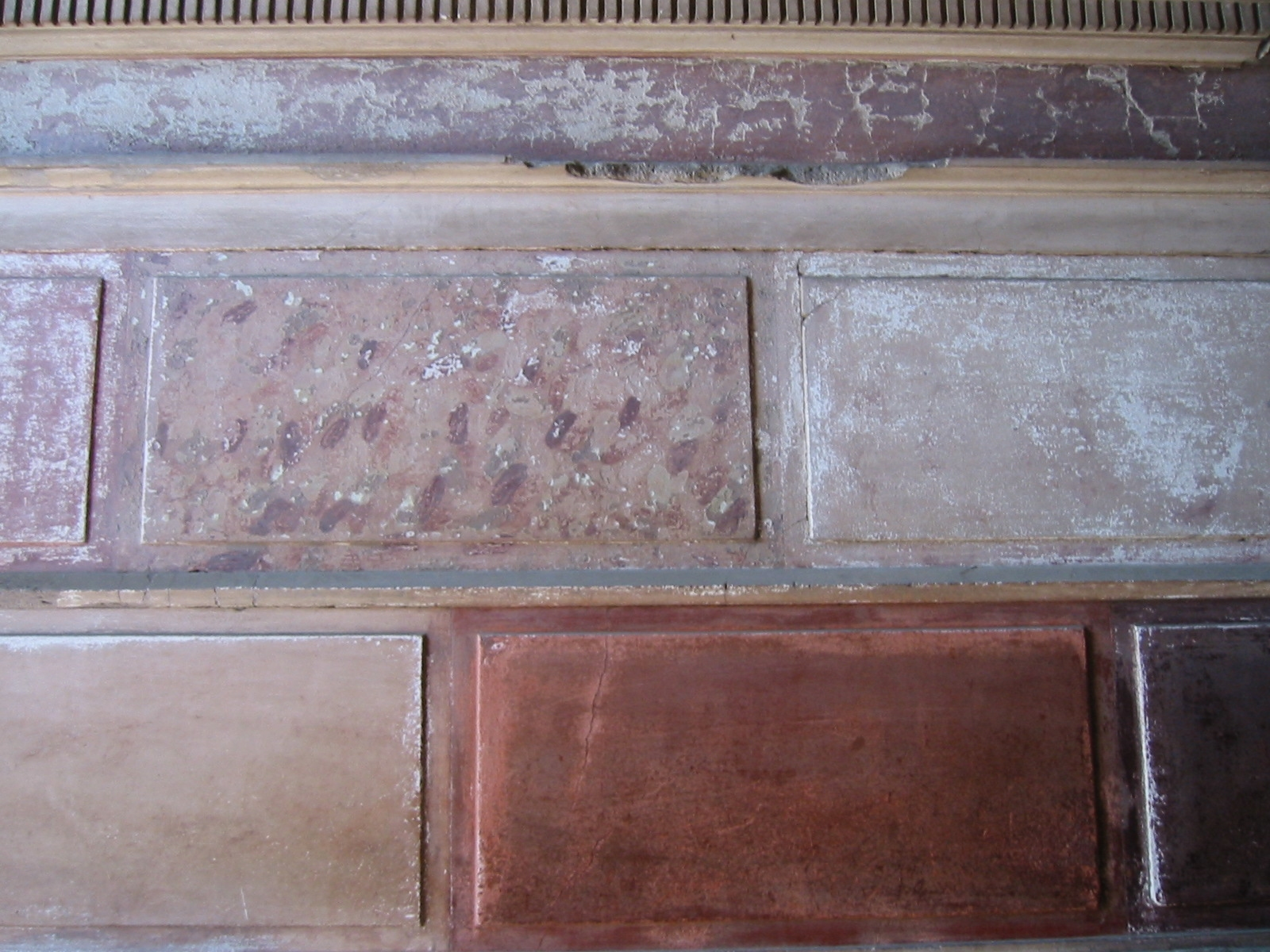
Стена в Геркулануме

### Архитектурный стиль
Архитектурный стиль является ярким примером эллинистическо-римского искусства. С 80 до 20 г до н. э. фон в виде архитектурных элементов рисовали на гладкой поверхности стены. Благодаря использованию в живописи осевой симметрии, размер помещения зрительно увеличивался. Образец стандартного второго стиля можно увидеть в Доме Августа.
Плинтус окрашивали в темный цвет, а среднюю часть в светлый. Чаще всего использовались темно-красный, темно-зелёный, чёрный и жёлтый цвета. Жёлтый использовали для крупных архитектурных элементов, а синий и зелёный для деталей.
Стиль разделялся на несколько фаз. Примеры позднейших фаз были найдены в Casa dei Grifi и датированы 80 г до н. э. Оформление пока ещё сильно напоминало первый стиль. Стену раскрашивали, имитируя мраморные плиты. Новшество заключалось в изображении на стенах колонн, что создавало иллюзию объёма.
В здании Виллы Мистерий в Помпеях в боковых комнатах найдены фрески, на верхней трети которых изображены здания, находящиеся за стенами Виллы. По большей части храмы.
Хорошо сохранились фрески на Вилле Боскореале. Стены были разделены нарисованными колоннами, в промежутках были изображены пейзажи или храмовые постройки.
В дальнейшем эти новшества продолжают прослеживаться. Стены так же архитектурно разделяются, но на фресках чаще изображают пейзажи и мифологические мотивы, а не здания. В конце концов, иллюзия объёма уходит, остаются только основные средства изображения. К архитектурным элементам, написанным в реалистичном стиле, добавляются фантастические фигуры. Известные примеры находятся в Вилле Фарнизина и aula isiaca.

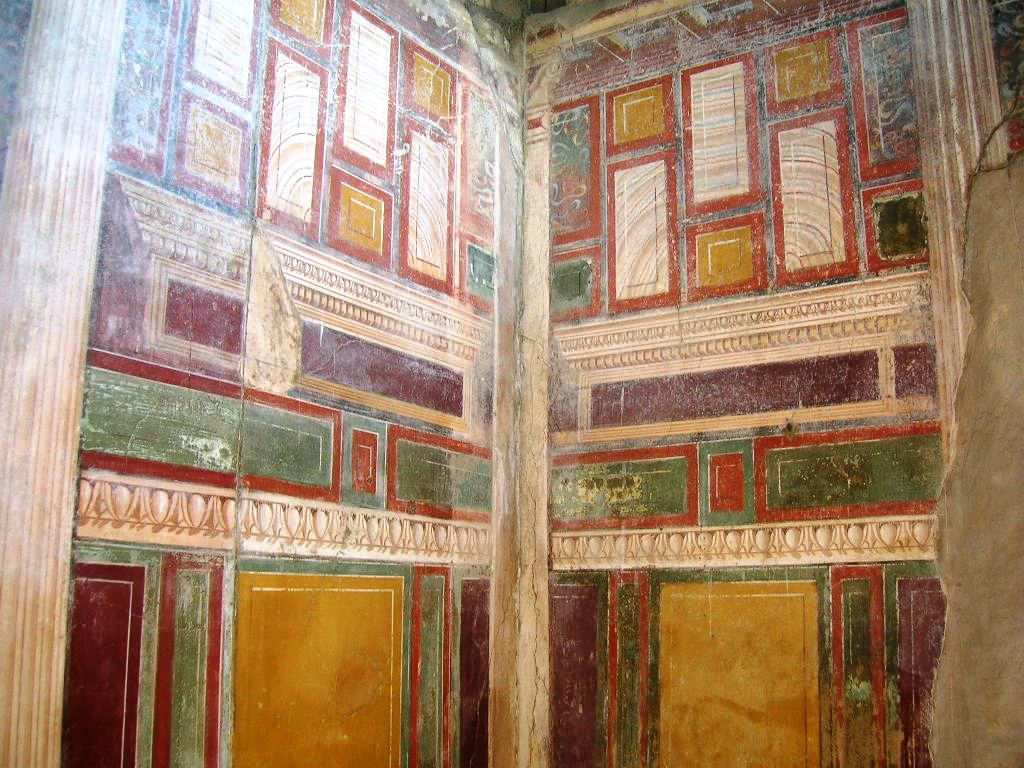
Живопись в Стибие
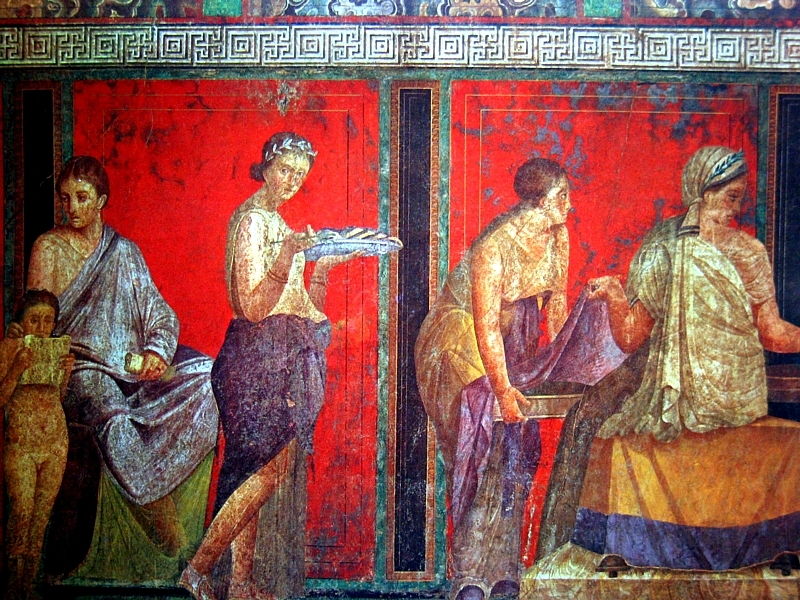
Вилла мистерий
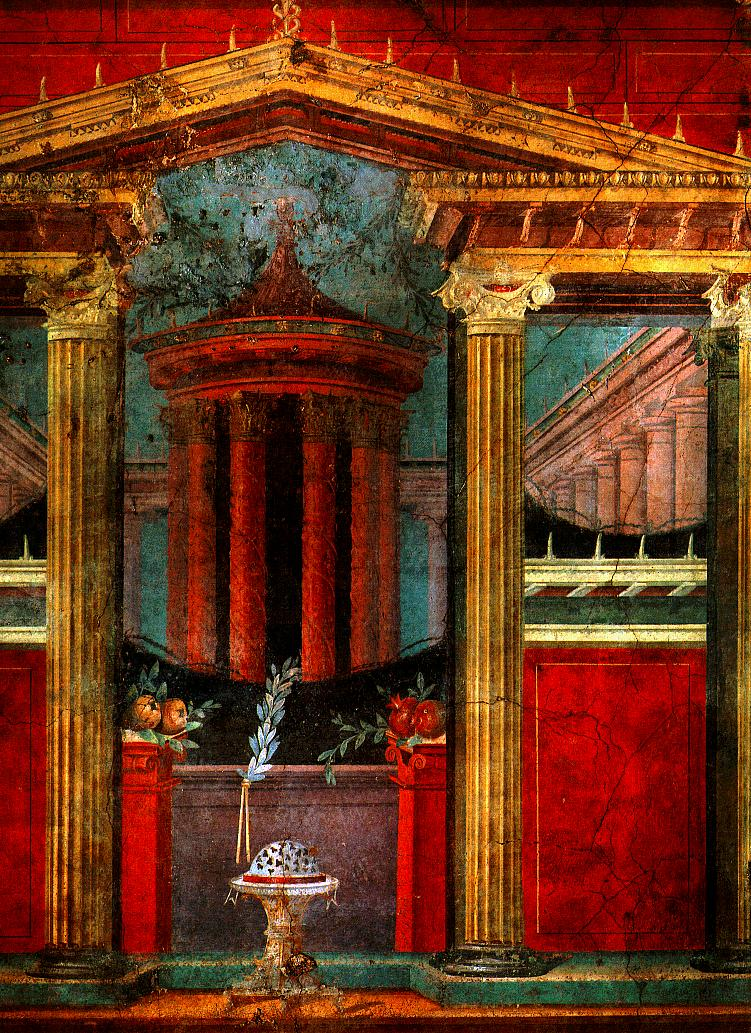
Villa Boscoreale
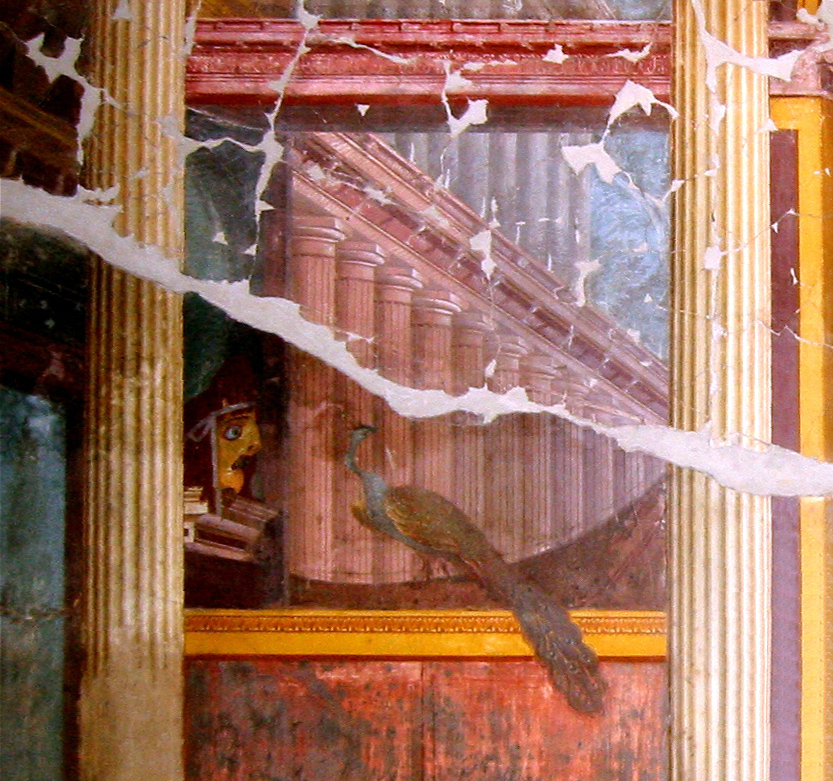
Villa Poppea
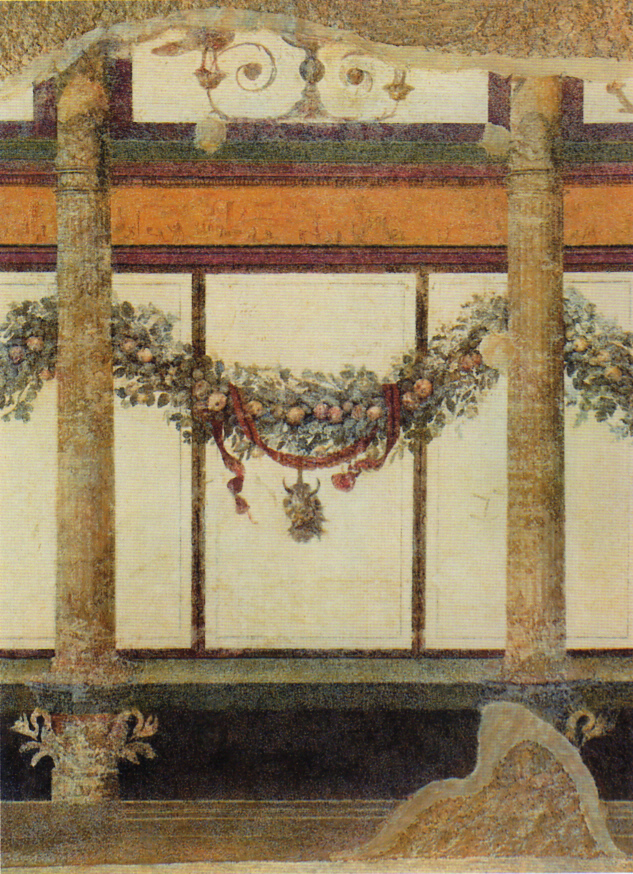
Дом Августа
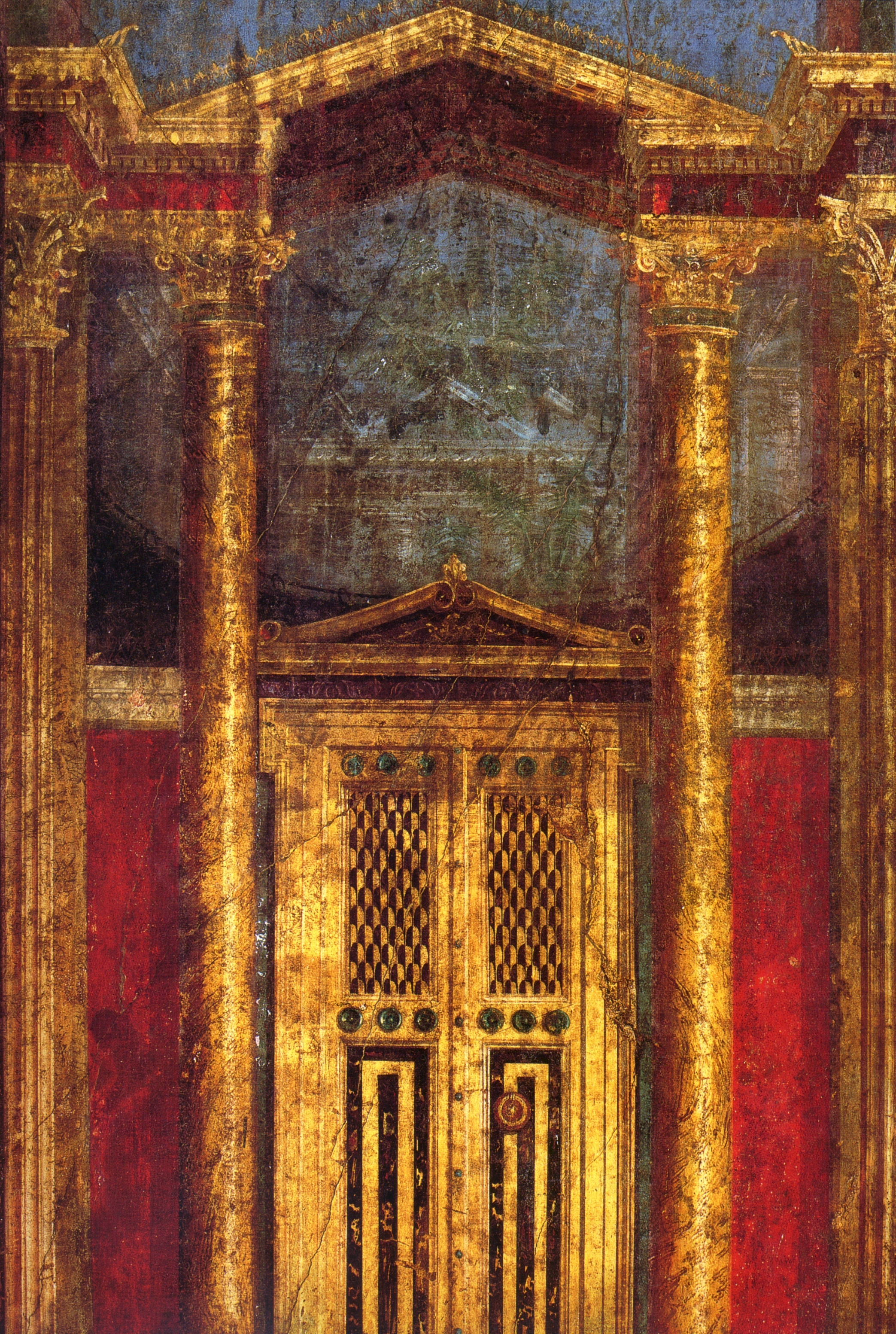
Вилла мистерий
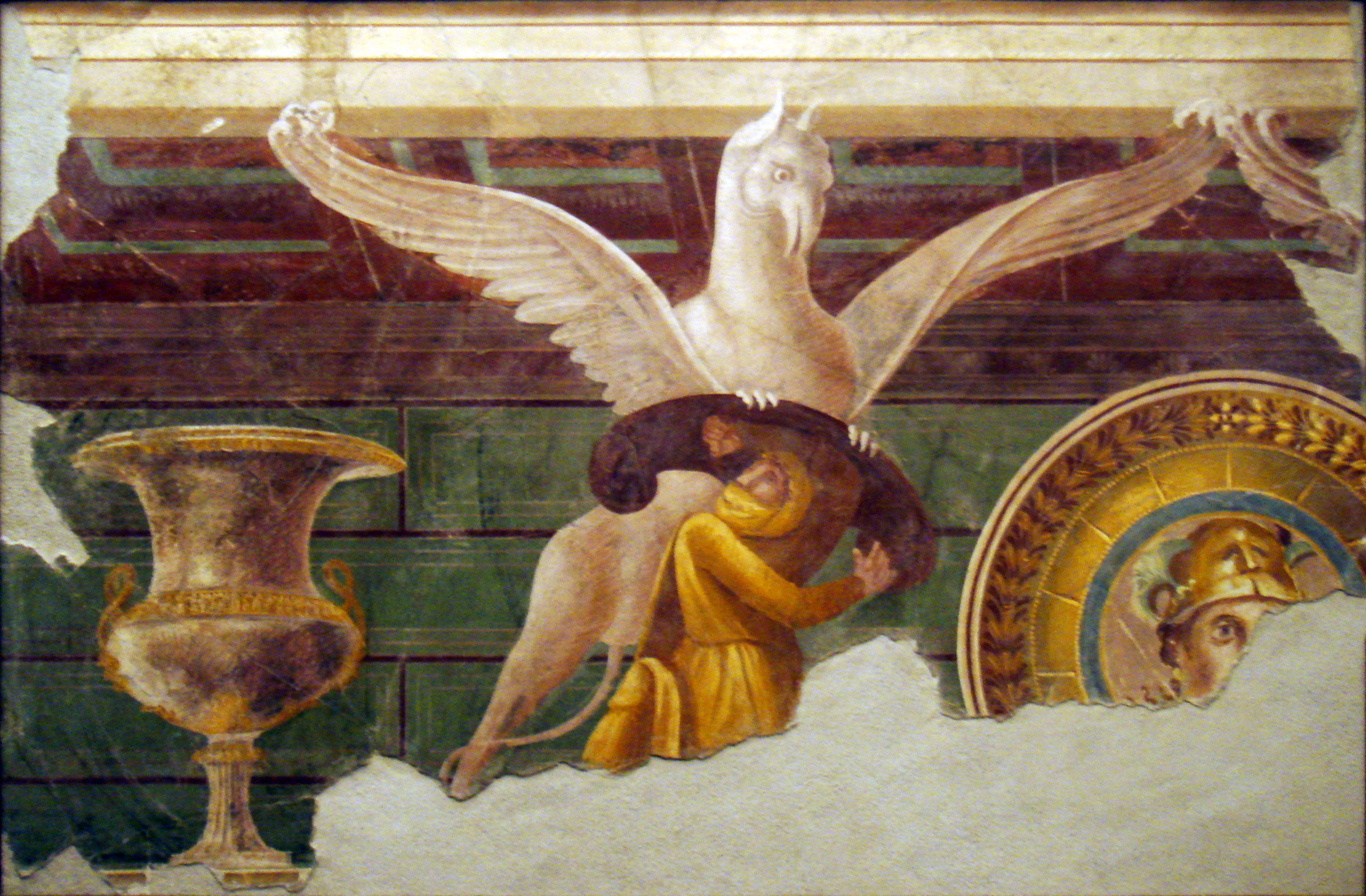
Вилла мистерий
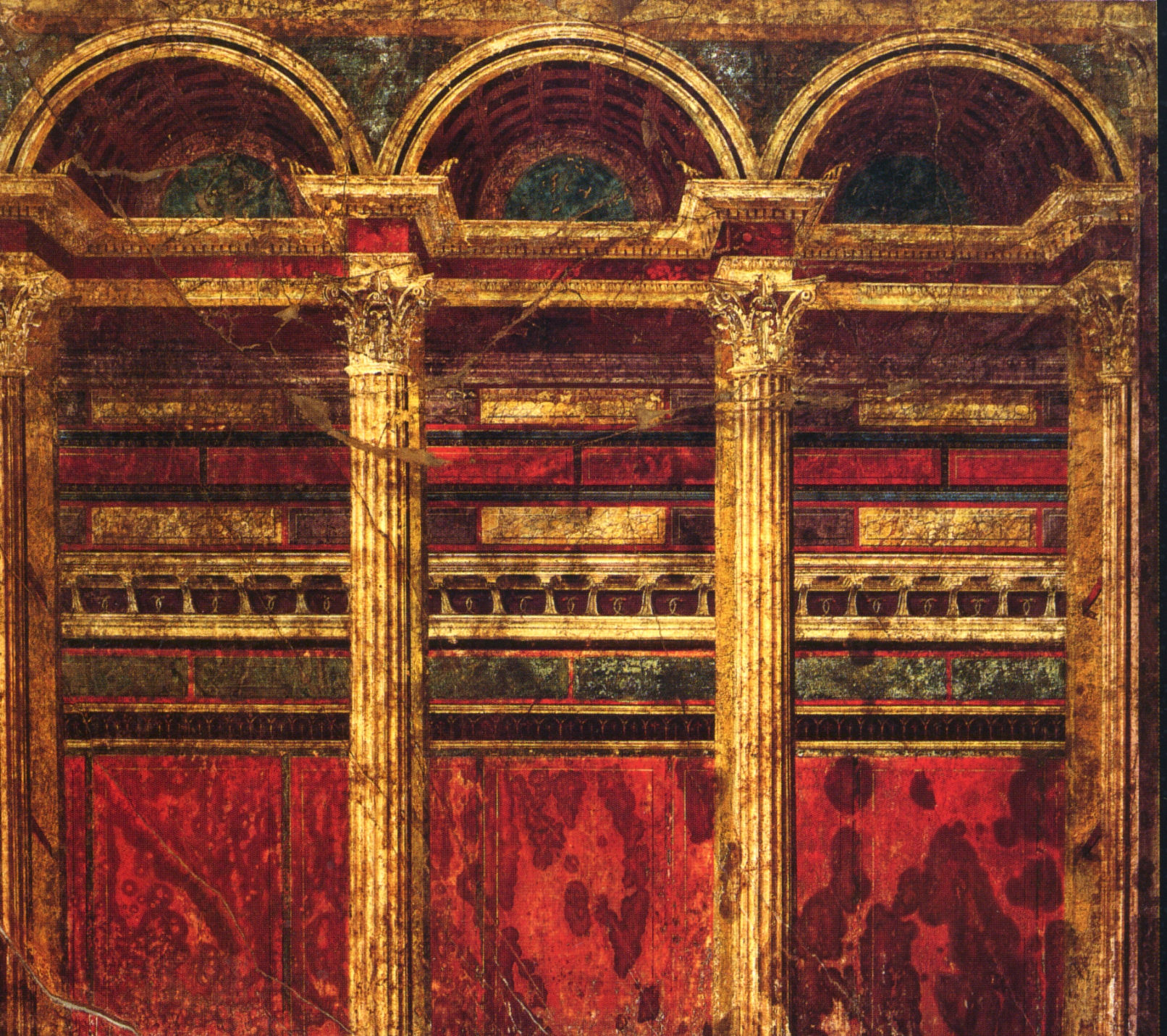
Вилла мистерий

### Орнаментальный стиль
В третьем, орнаментальном стиле, исчезает иллюзия объёма в помещениях, которая создавалась использованием перспективы. Основную зону на стенах разделяют горизонтальными и вертикальными линиями, между которыми помещаются картины, в основном на мифологическую тему и пейзажи. Главную роль в оформлении стены играла верхняя часть, которая была украшена орнаментом. Порой ещё можно было найти и архитектурные детали второго стиля, но они становились менее выразительными, впоследствии стиль стал называться орнаментальным. В третьем стиле есть подгруппа, которая отличается частым использованием геометрических узоров, по форме напоминающих канделябр. Переход от второго к третьему стилю ознаменован появлением на стене утонченных линий вместо колонн. «Канделябр» был нарисован объемно, в то время как остальные детали изображались плоско.
Расцвет этого стиля живописи наблюдался с 15 до н. э. до 50 н. э.
Примеры стиля можно найти на вилле Фарнезина в Риме, вилле в Боскотреказе, вилле Империале, в доме Цеи в Помпеях и в вилле Поппеи в Оплонтисе.

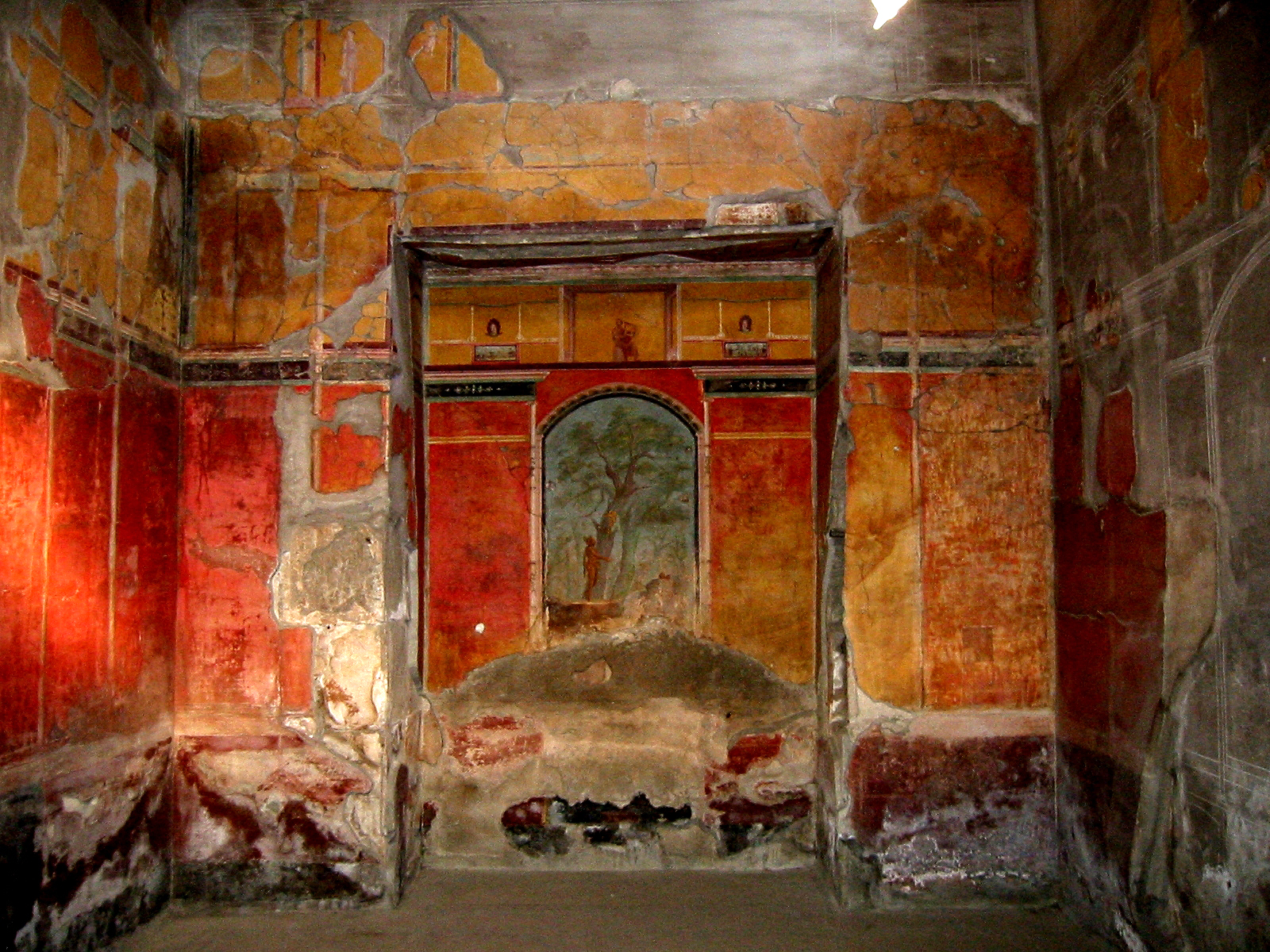
Оплонтис, Вилла Поппеи, Кальдариум
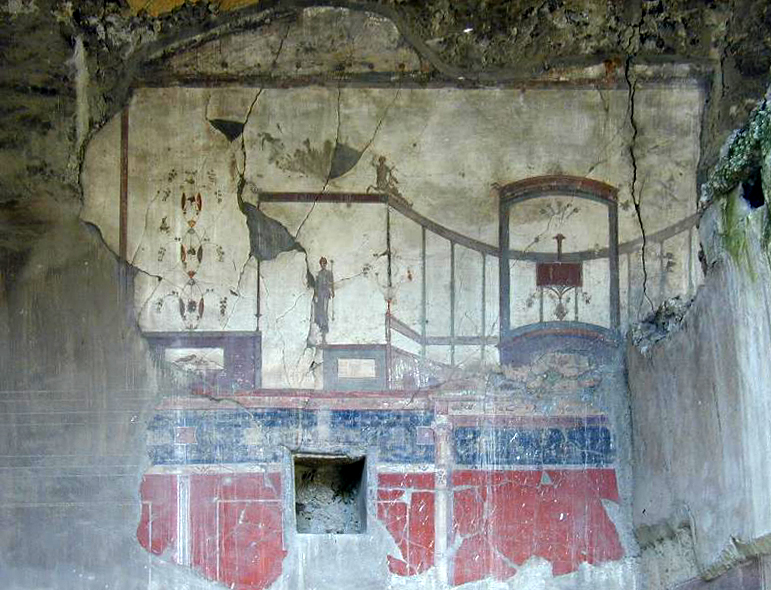
Геркуланум, Каупона
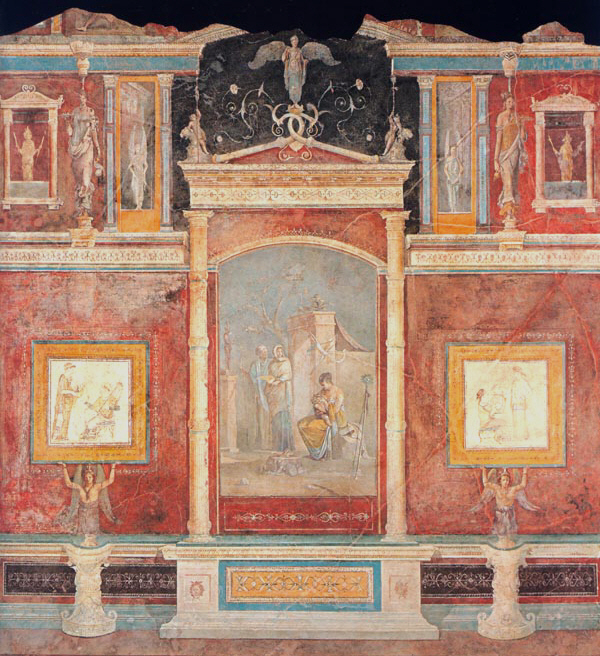
Вилла Фарнезина (Рим)
Вилла Боскотреказе (мифологический мотив)

### Мифологический стиль
Четвёртый стиль римско-помпейской настенной живописи является наиболее независимым и соединяет в себе элементы предыдущих стилей. Он начался примерно в 40-х или 50-х годах н. э. и продолжался по меньшей мере до времени Флавиев. В этом стиле декоративные элементы, такие как соединенные друг с другом поля, сочетаются с замысловатыми архитектурными изображениями. Используется орнамент, в средней части стены располагается картина, а по сторонам часто изображаются маленькие парящие фигуры. Рядом рисуют архитектурные элементы в стиле барокко. В мифологическом стиле выдуманный мир полностью заменяет собой реальный. Преобладают белые, красные и черные поля с традиционными орнаментами. Из второго стиля заимствованы изображения архитектурных элементов, а из первого лепнина. Для мифологического стиля характерно, что разные участки стены ограничиваются полосами утонченного орнамента.
Вместе с тем, в оформлении менее значимых помещений мы можем ещё увидеть черты третьего стиля. В дальнейшем определяющим мотивом стали «обои», то есть неоднократно повторяющийся орнаментальный рисунок.
Образцы находятся в «Золотом доме» Нерона в Риме, Доме Веттиев и Макеллуме в Помпеях.

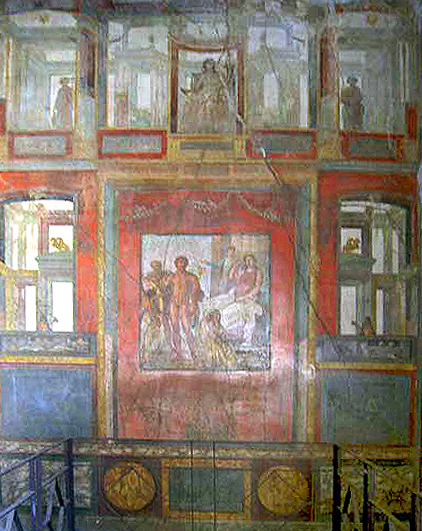
Классическая роспись (Помпеи, Дом Веттиев)
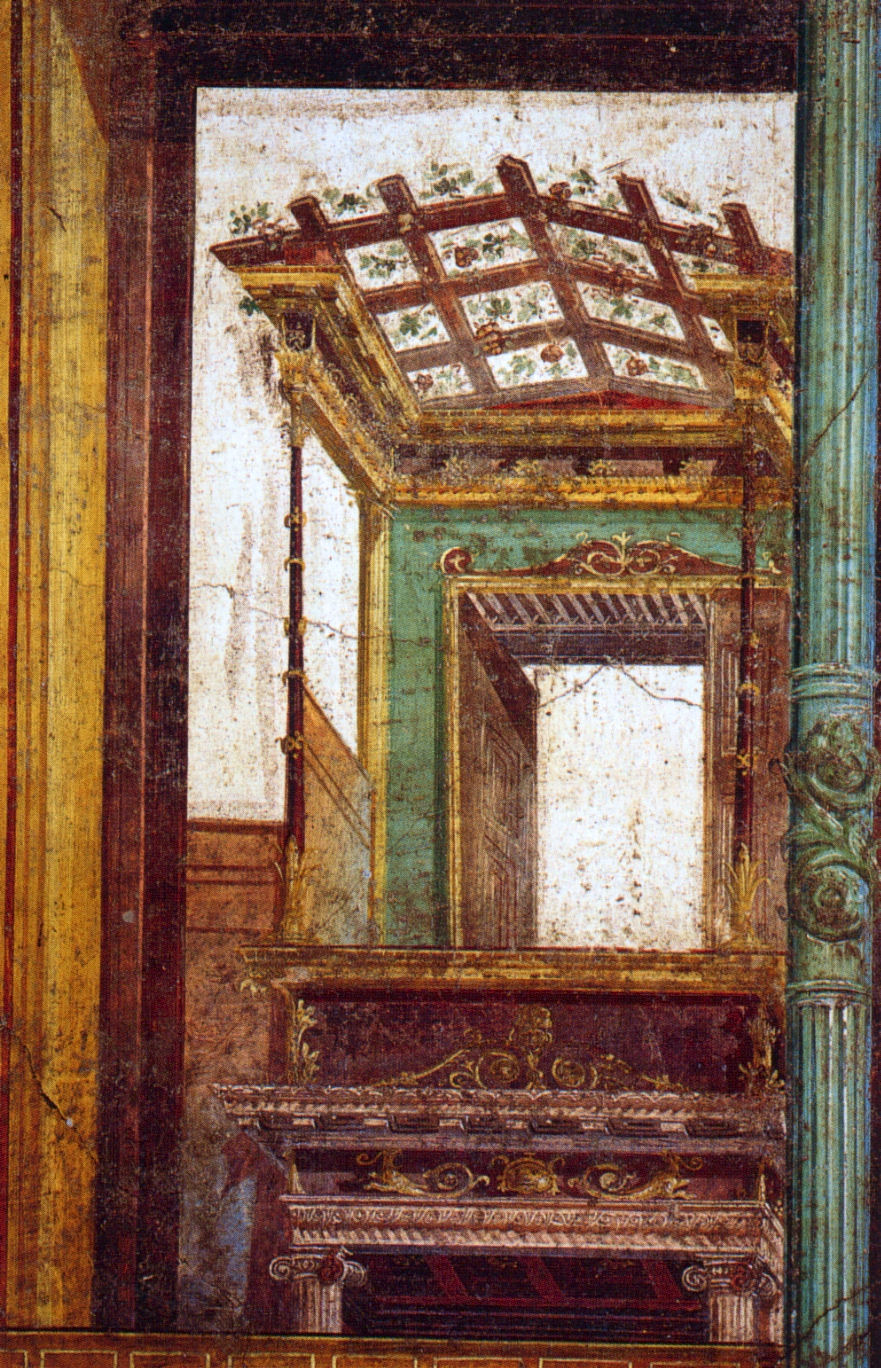
Помпеи, дом Марка Лукреция Фронтона
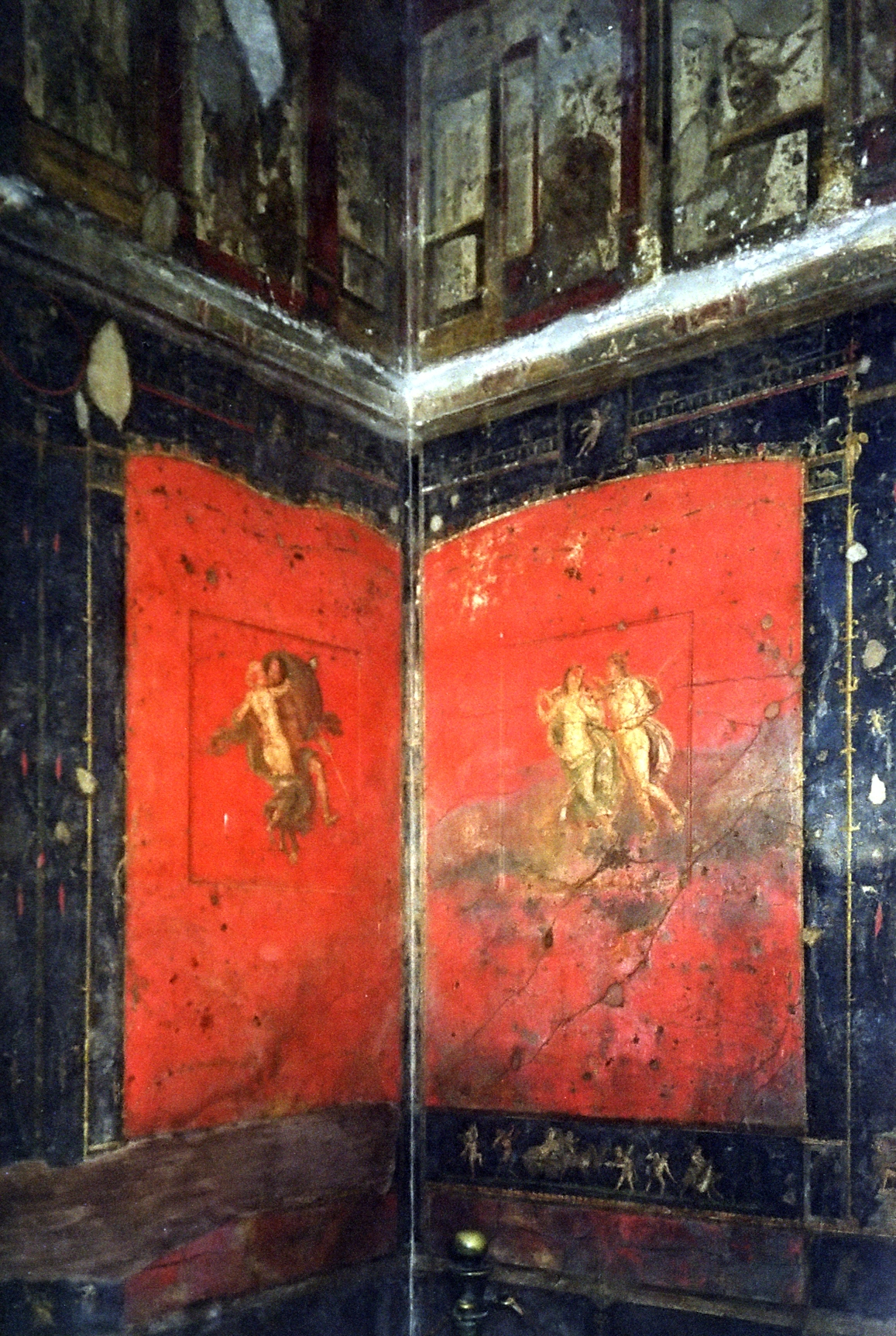
Помпеи, Дом Веттиев
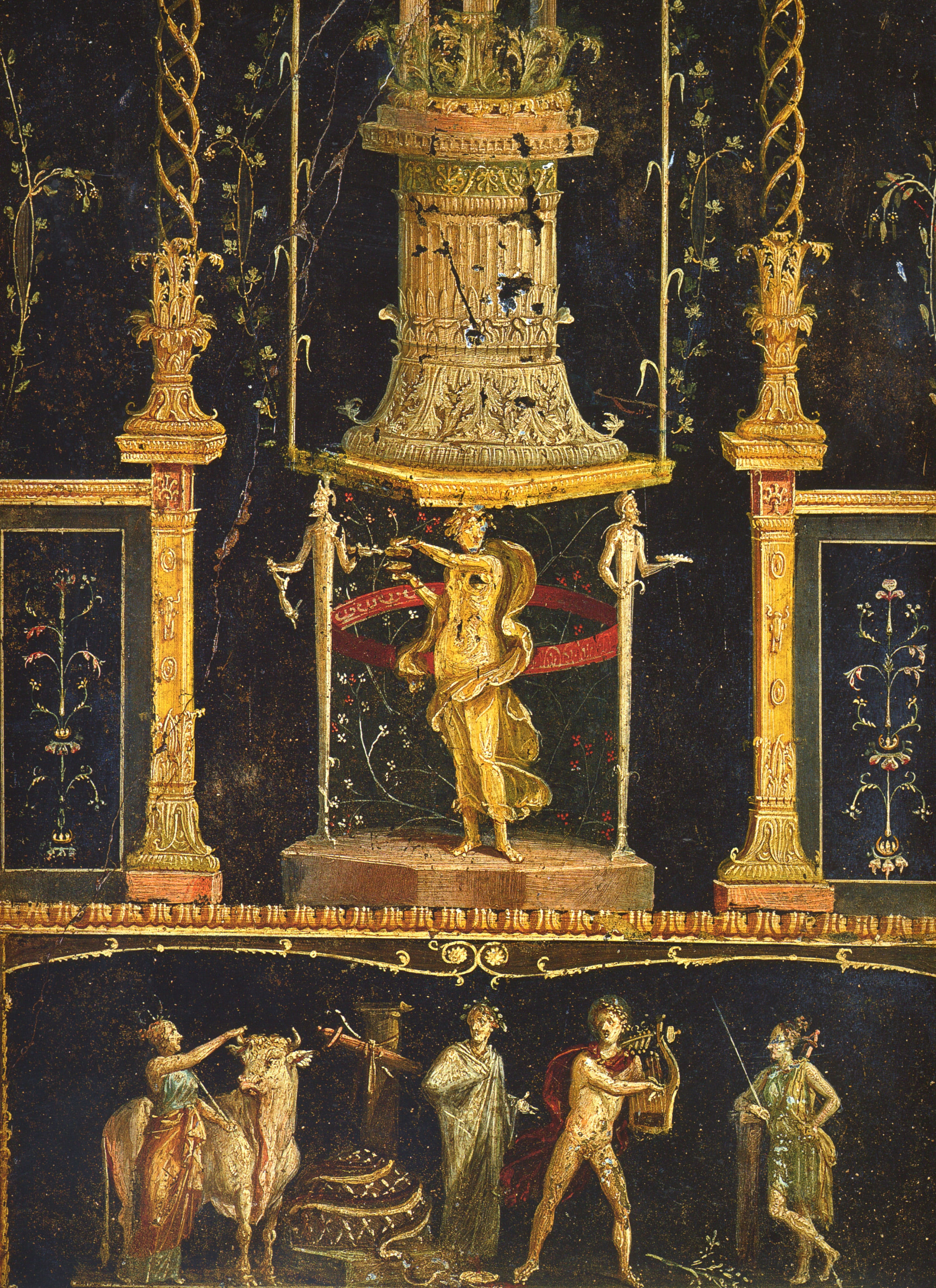
Помпеи, Дом Веттиев
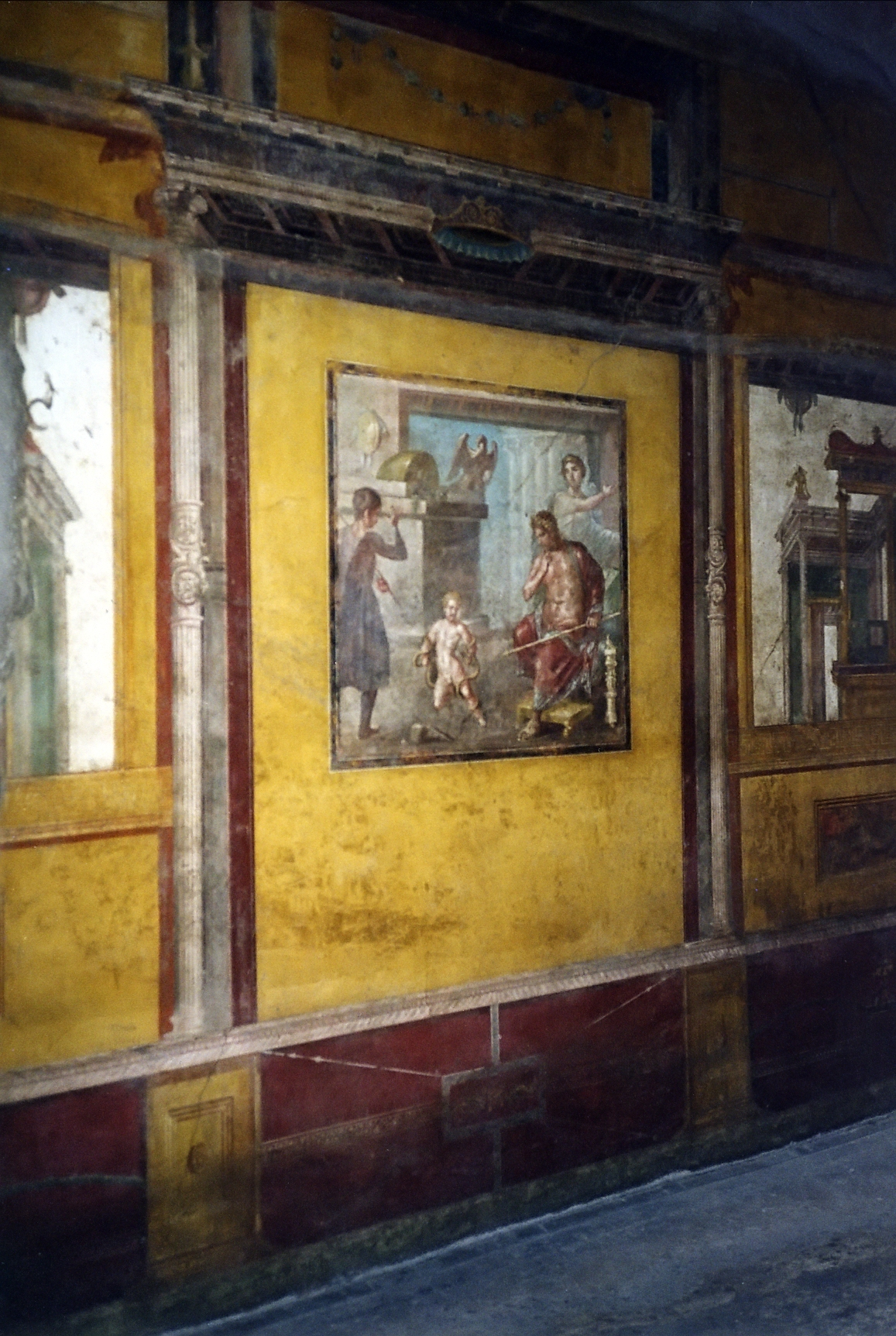
Помпеи, Дом Веттиев
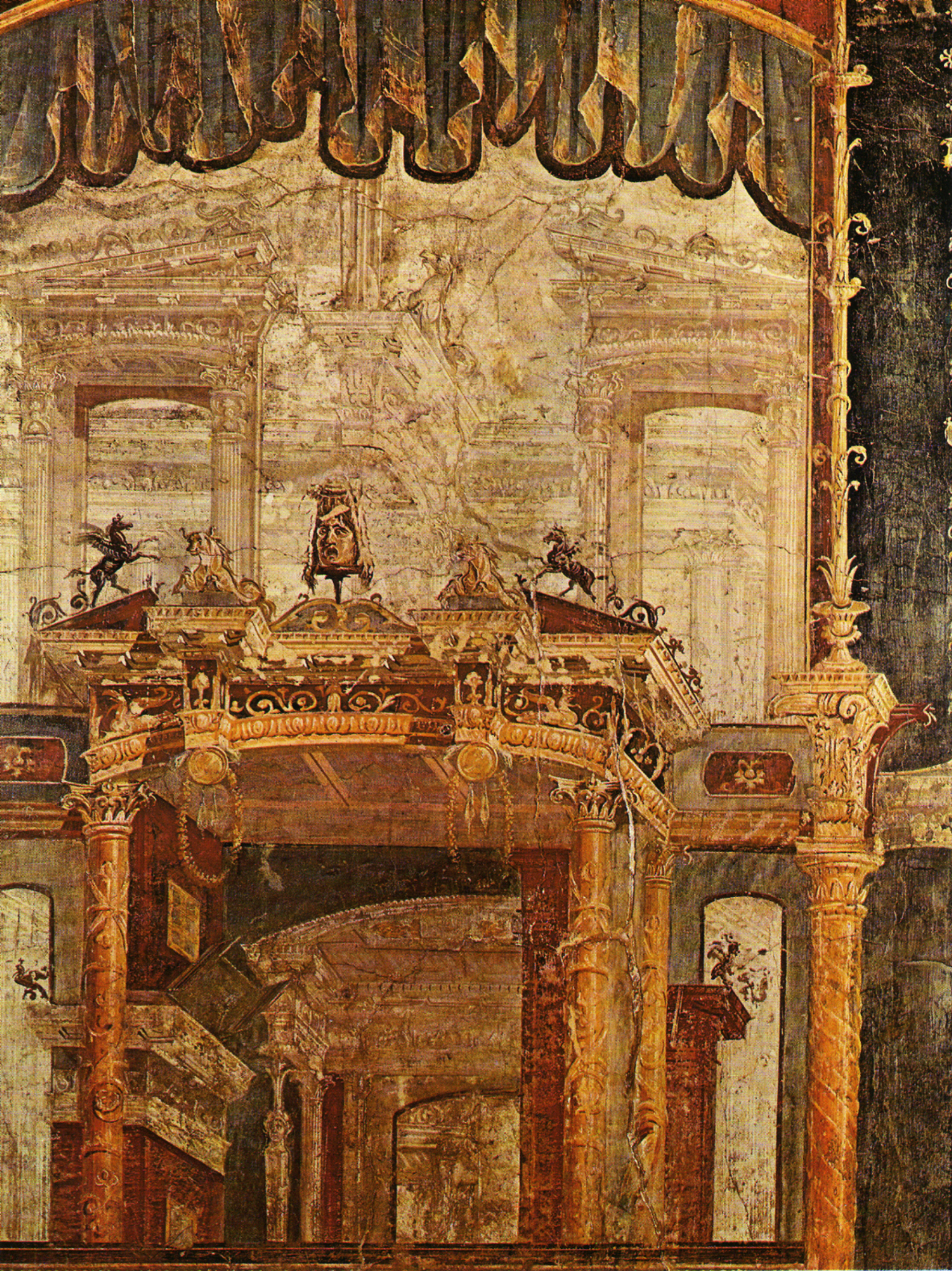
Геркуланум, базилика
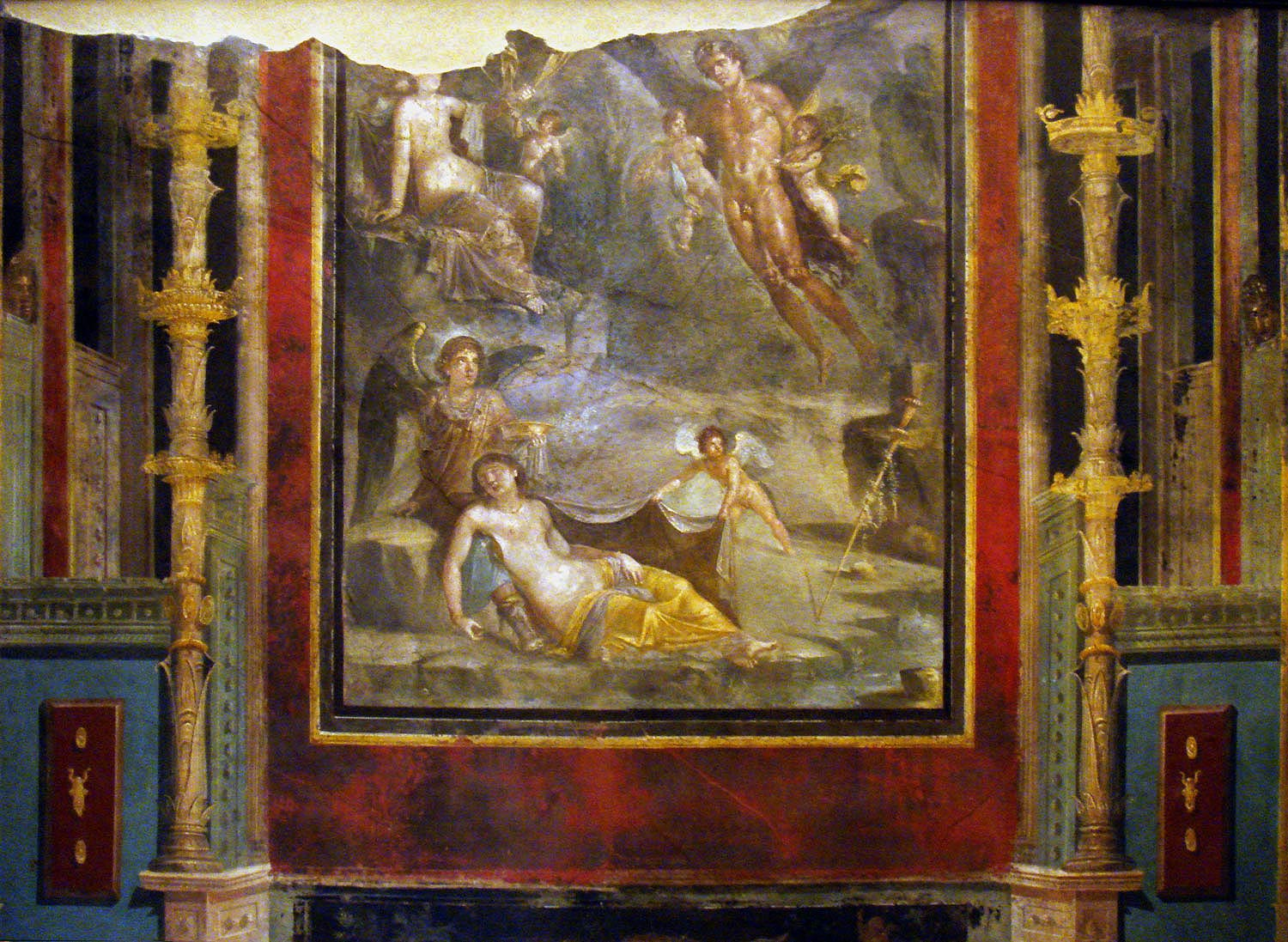
Дом с кораблями в Помпеях, район VI, инсула 10, дом 11
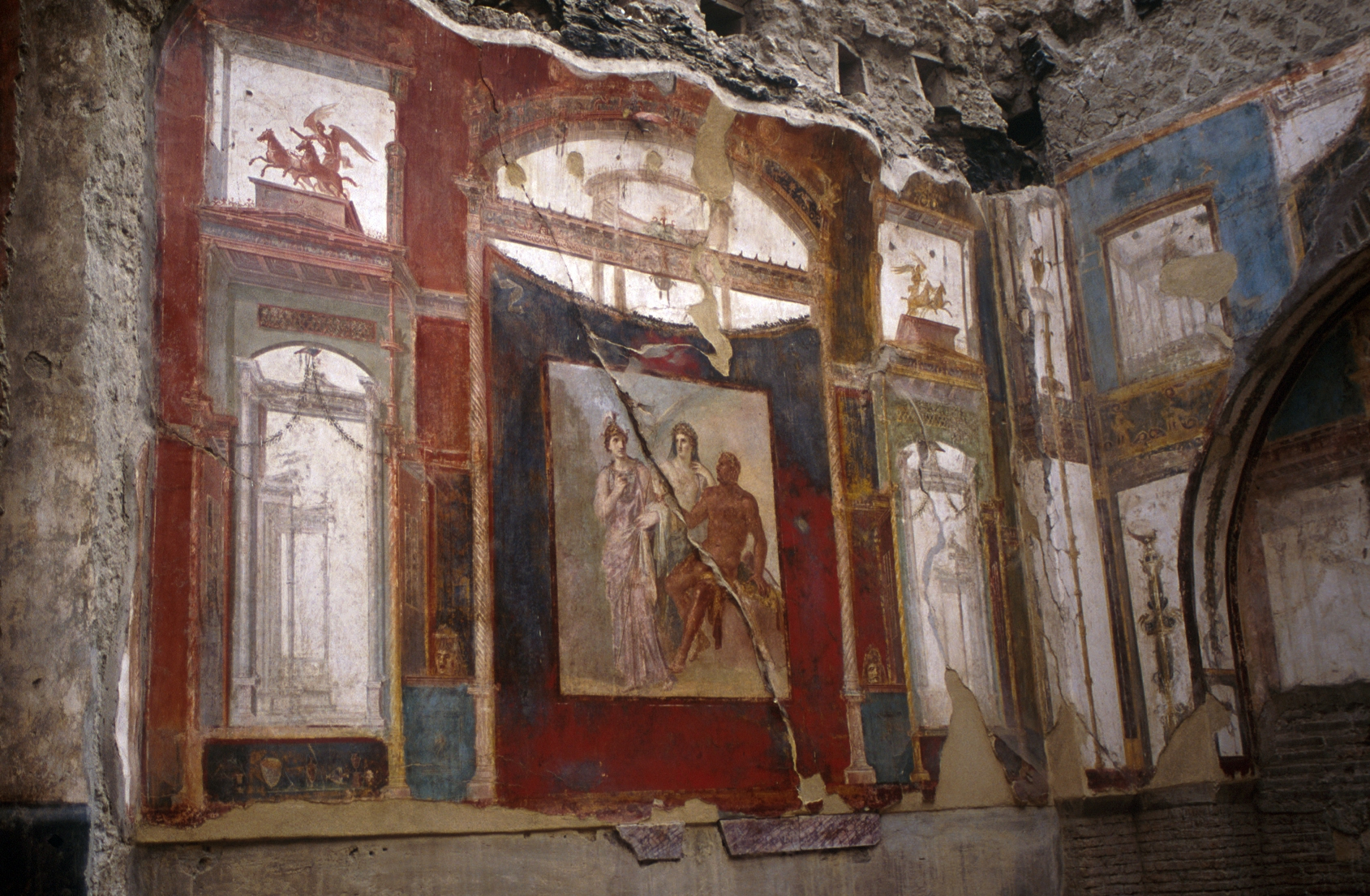
Роспись в Геркулануме

## Стенопись в послепомпейский период
Настенная живопись после 79 н. э. по понятным причинам изучена гораздо меньше, чем в сохранившихся Помпеях и Геркулануме. Тем не менее выделяют несколько стилевых периодов.

### Живопись в эпоху Адриана
Несколько примеров декоративного оформления относится к времени примерно 117—140 н. э. В это время использовали роскошное оформление во 2-м стиле (Villa Numisia Procula, Villa Negroni). При этом архитектурные объекты иногда изображаются крупно в центре композиции. Остальные стены эпохи Адриана выполнены в традиции 4-го стиля. В итоге украшение многих стен (например на Вилле Адриана) свелось к простым участкам геометрической формы.

### Живопись в эпоху Антонинов
Для этого периода (140 −180 н. э.) типичными являются стены, оформленные в 3-м стиле, с преобладанием колонн и особенным пристрастием к красным рисункам на жёлтом фоне (Casa del Soffitto Dipinto в Остии Антике). Также были популярны одноцветные украшения, центром которых часто была эдикула. В конце концов, оформлять стены стали простыми полями, без каких-либо архитектурных элементов. В целом живопись этого периода, в отличие от последующего, характеризует стремление к гармонии. Фигурные изображения утрачивают своё значение, становятся меньше и в итоге исчезают совсем.

### Живопись в позднюю эпоху Антонинов и эпоху Северов
В данном периоде (180—240 н. э.) происходит расхождение с предыдущими стилями. Практически везде стараются создавать и устанавливать что-то новое.
Оформление стен становится разнообразнее. Построение стены представляет собой упрощенною версию 4-го стиля, при этом архитектурные элементы теряют свою затейливость. Очень популярны выдающиеся вперед парные колонны, между которыми изображаются парящие или стоящие фигуры. С этого времени живопись чаще обращается к повседневной жизни. Место мифических героев занимают теперь ряды служителей. Изображение собственной жизни становится важнее чем демонстрация греческой культуры.
Инкрустация тоже подвергается переменам. Исчезает симметрия и поля теперь делят на неравные участки. Фигуры, которые раньше находились строго в пределах этих полей,
стали выходить за ограничительные линии.
Появилось также отдельное новшество в виде оформления стены красно-зелеными полосами. Декорирование стены свелось к сети из линий. Немногочисленные фигуры часто рисуют в стиле импрессионизма. Наиболее известные изображения находятся в римских катакомбах, однако подобные находки есть и в других местах (см. вилла Пиккола под Сан-Себастьяно).

### Конец III—IV века
В это время ещё встречаются отдельные стены с архитектурным оформлением, но уже менее выразительным, чем раньше. В большинстве случаев изображают только колонны, разделяющие стену. Инкрустация ещё остается относительно популярной и часто встречаются стены и имитацией мраморной кладки. Декорирование красно-зелеными линиями в 4-м веке тоже изменилось, значительно уменьшился размер орнамента. В конце концов, орнамент превратился в бесконечно повторяющийся мелкий узор, очень похожий на рисунок современных обоев.
К началу константиновской эпохи относятся некоторые картины, которые выделяются своей выразительностью и попыткой передать объём и глубину пространства. Невозможно причислить их какому-то определённому стилю, хотя им присущи все черты классицизма. Распространены картины в красно-коричневых тонах. Известным примером является потолок императорского дворца в Трире, богато расписанный купидонами и прочими фигурами.
После константиновской эпохи возвращается преобладание импрессионизма.
О других образцах живописи в жилых зданиях, начиная с этого времени и до 500-х г н. э., свидетельствуют только литературные источники. Впоследствии украшать стены живописью стали и в церквях.

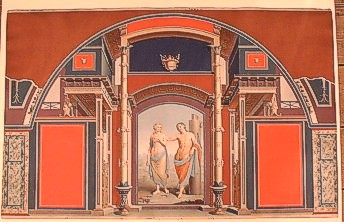
Стенопись эпохи Адриана (Villa Negroni, Stich)
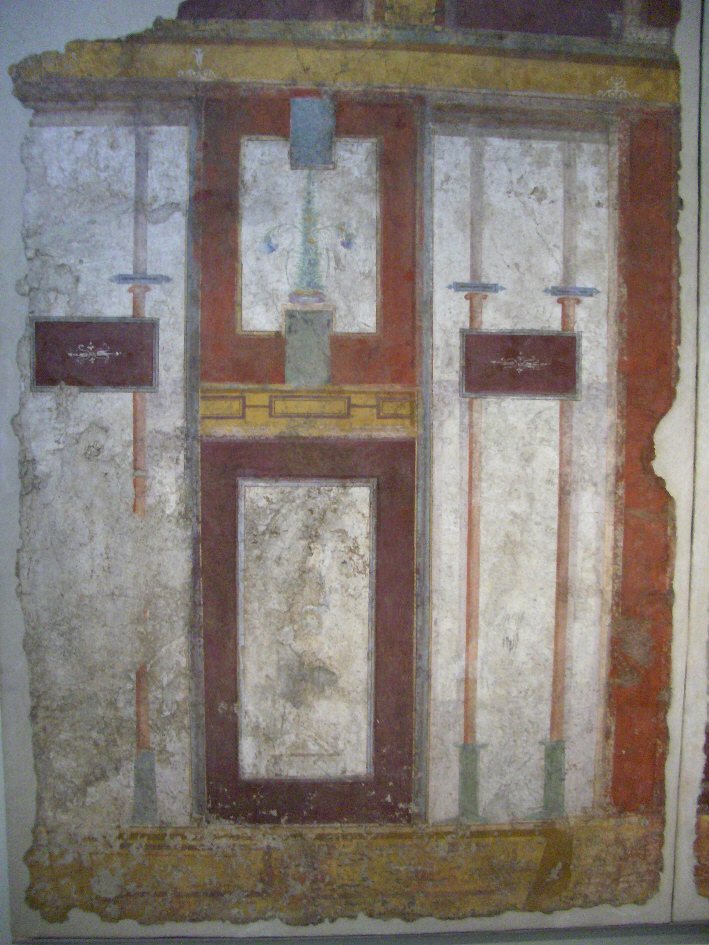
Стенопись эпохи Антонинов (Рим)
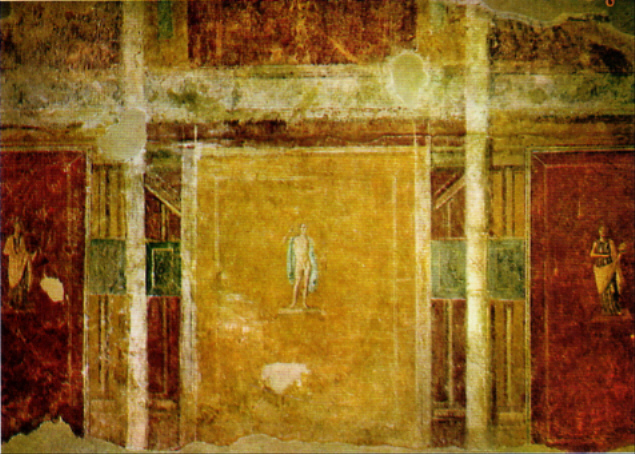
Стенопись эпохи Антонинов (Остия)
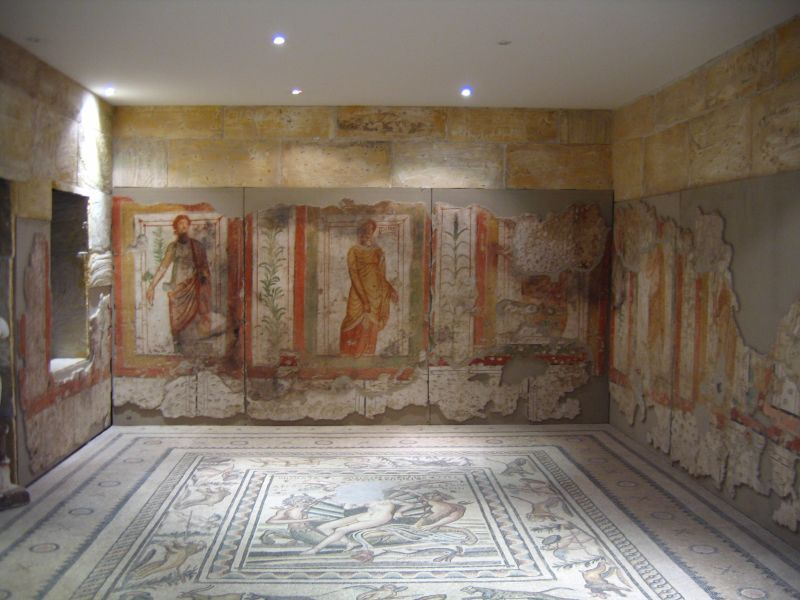
Стенопись эпохи поздних Антонинов и Северов (Зеугма)
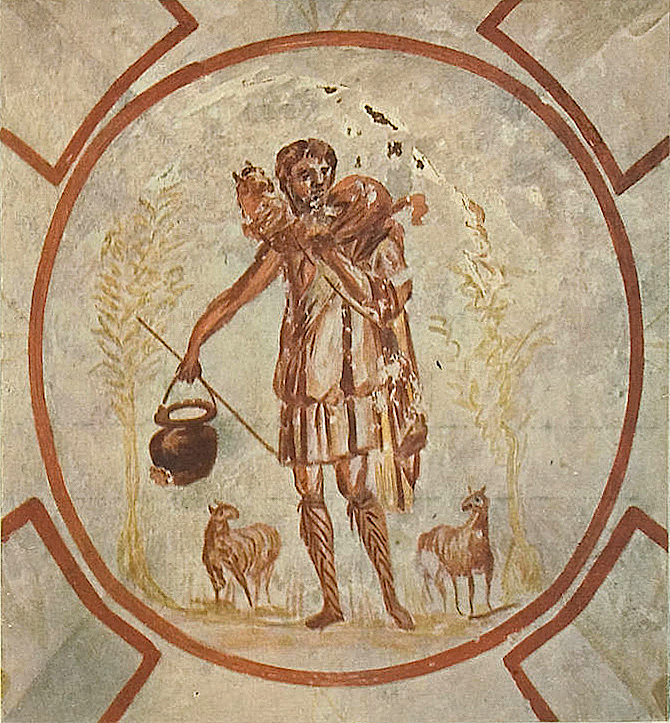
Стенопись эпохи поздних Антонинов и Северов (стиль красно-зеленых линий)
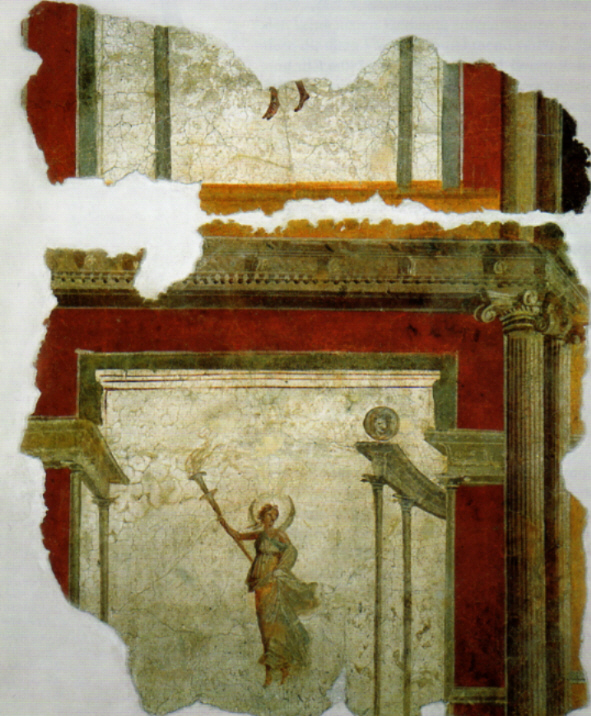
Стенопись эпохи поздних Антонинов и Северов (Рим)
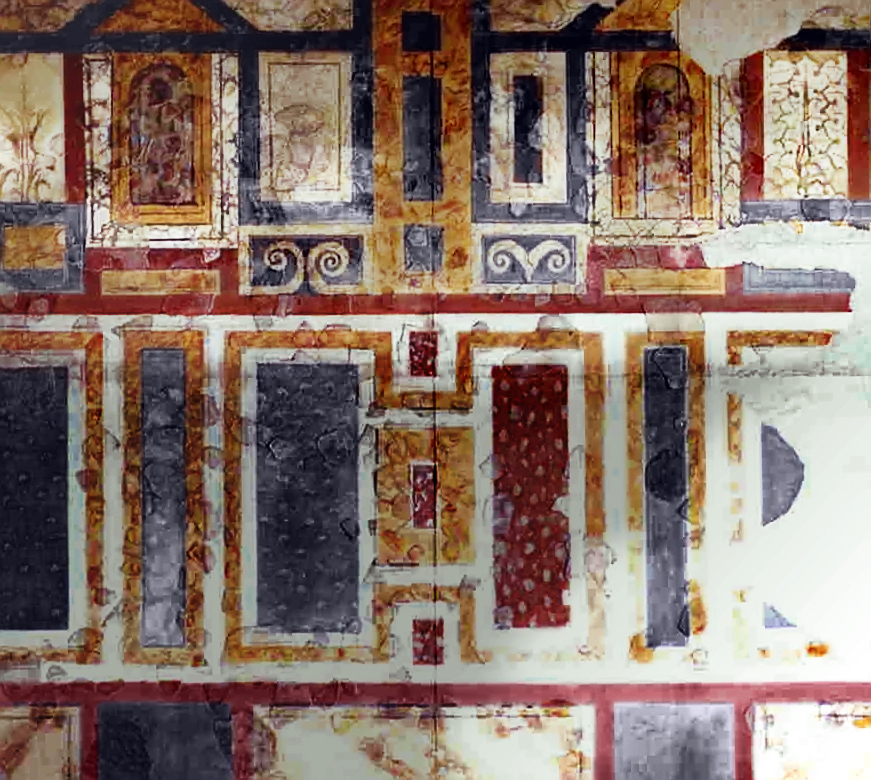
Поздний III и IV века (рисунок под мрамор, Будапешт[10])
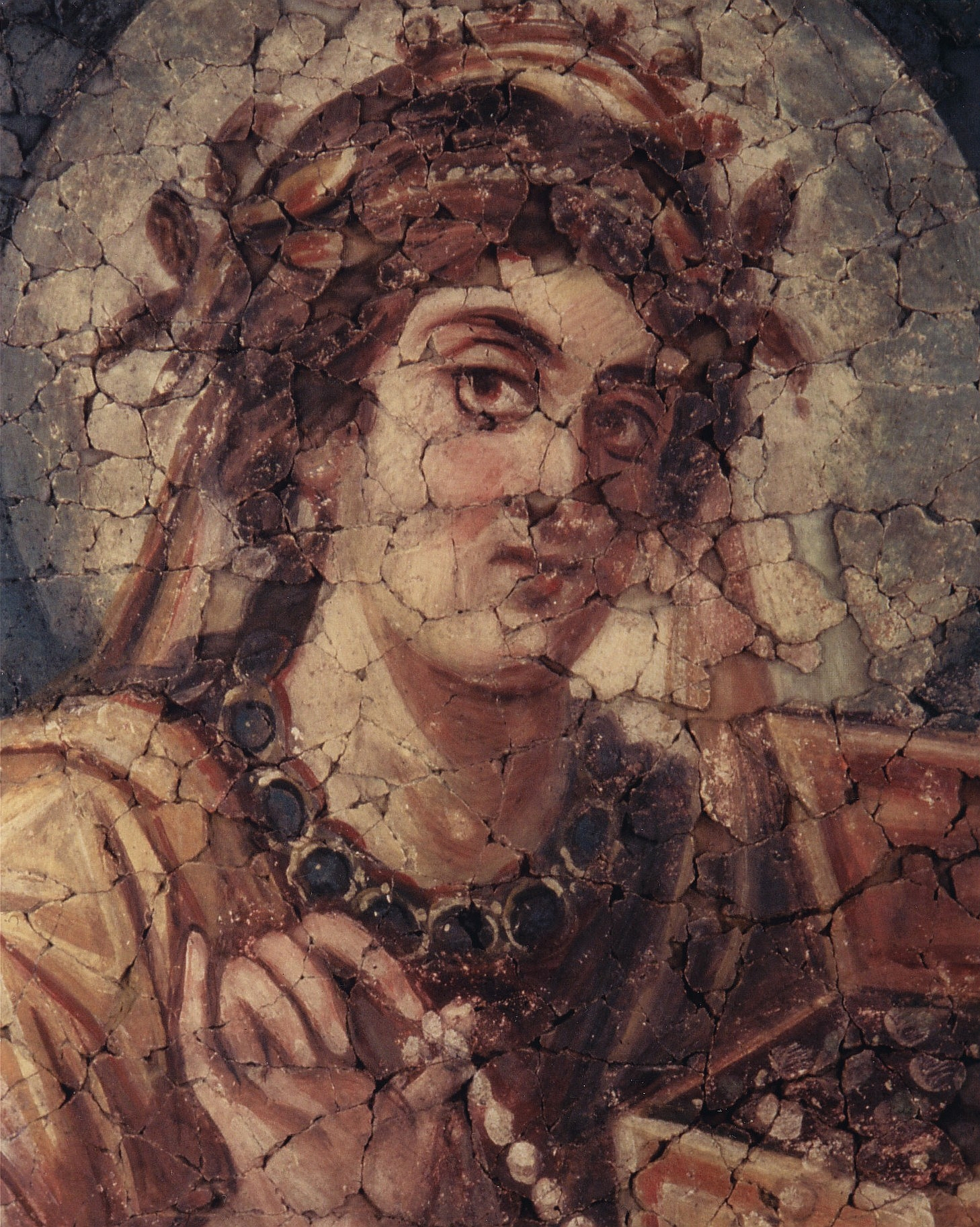
IV век (фрагмент, кровля дворца в Трире)

## Настенная живопись в римских провинциях
В провинциях развитие настенной римской живописи проследить труднее, чем в Италии, так как в них представлено меньше сохранившихся образцов, и уровень исследований отдельных провинций различен. В то время как римская настенная живопись к примеру в Германии, Швейцарии или Великобритании очень хорошо изучена, другие провинции (например в Северной Африке) недостаточно исследованы. Несмотря на это с уверенностью предполагается что настенная живопись везде имела равное значение.

### Римская настенная живопись в северо-западных провинциях
Настенная живопись в этих областях (Германия, Швейцария, Нидерланды, Бельгия и Западная Франция) хорошо исследована. По некоторым городам (Кельн, Ксантен) и регионам (Швейцария, Верхняя Германия) написаны научные труды, в которых изложены все археологические находки настенной живописи. Хотя материальная база велика, в хорошем состоянии сохранились весьма немногие образцы. Качество их ненадежно из-за неоднократных реставраций.
Некоторые сохранившиеся древние останки с настенной живописью относятся к 3-у стилю, часть из них высокого качества и очень похожа на итальянские образцы. Вероятно, вместе с римскими войсками в новые захваченные области пришли и художники, и основали собственные живописные мастерские. В дальнейшем все они были утеряны, кроме тех что находились в Италии. Настенная живопись в этой области развивалась в собственном направлении. Впоследствии особенно популярным было оформление стен «канделябрами», также часто встречался и инкрустационный стиль, архитектурный же наблюдался в Италии реже. Мифологический стиль тоже использовали в этих провинциях, но чаще всего только в оформлении полос с орнаментом (Аугсбург, термы в коммуне Виндиш (Швейцария), Види (Швейцария), Рубенах (населённый пункт в Кобленце)), а в Италии он не был распространен вовсе. 4-й стиль присутствовал и в эпоху Адриана, и в последующее время, однако украшение стен становилось проще, орнамент больше не был таким затейливым. Преобладает инкрустационное оформление, «канделябры» также продолжают использоваться. Обо всем этом хорошо свидетельствует архитектура. В конце II — начале III в прекращают расписывать стены «канделябрами». Инкрустационный стиль доминирует, и с одной стороны мы имеем яркие, красочные примеры оформления, а с другой большое количество простых белых стен, украшенных только красными линиями. На протяжении всего 2-го столетия использовали для декорирования орнамент с повторяющимся рисунком.
Из-за постоянных нашествий германских народов на эти провинции во 2-й половине III века, области оскудевали, и до нас дошли лишь немногие примеры настенной живописи.

### Венгрия
Живопись в данной области хорошо исследована. Находки подтверждают что эта провинция в начале находилась под сильным влиянием итальянского искусства. В Немешвамош-Балацапуста обнаружена римская вилла, великолепно расписанная в 4-м стиле и не уступающая по качеству аналогичным примерам в Помпеях. В т. н. фиолетовой комнате участки стены, разрисованные парящими фигурами, обрамлены архитектурными элементами. По бокам располагаются кентавры и объемно нарисованные канделябры. Живопись, обнаруженная в Будапеште, напоминает по стилю парфянское искусство, которое вероятно было привнесено сюда вместе с солдатами. Здесь же, во дворце наместника, находится образец настенной живописи, имитирующей мраморную кладку, датированный IV в и типичный для этого времени.

### Римская настенная живопись в провинции Британия
Живопись в этой провинции хорошо изучена. В отличие от северо-западных провинций, Британия в большей степени следовала по итальянскому пути развития. Этот факт поначалу вызывает удивление, ведь провинция была завоевана сравнительно поздно. Основанная здесь школа живописи никогда не развивалась по собственному пути, как это происходило например в Германии. Археологические находки относятся к II веку, и представляют собой настенную живопись в архитектурно-композиционном стиле и подобную ей в красно-жёлтом цветовом дизайне.

### Римская настенная живопись на Востоке Империи и в Северной Африке
В целом, развитие настенной живописи на Востоке Империи проследить довольно трудно, поскольку оно недостаточно хорошо изучено. Примеры настенной живописи этой области в большом количестве были обнаружены в зданиях на склоне горы в Эфесе. В них представлены фрески в 4-м стиле и красно-желтые стены времени Антонинов, которые сопоставимы с итальянскими образцами. Большая часть найденной живописи относится к III в н. э. и представляет собой инкрустации, выполненные на светлом фоне. В Афинах и Делосе фрески происходят из 1-го стиля. В Петре и Масаде находятся примеры 2-го стиля. Роскошная живопись в Сабрате, вероятно относится к эпохе Адриана, и ориентирована на 2-й стиль. В целом создается впечатление, будто по меньшей мере центр города развивался в Италии. В деталях было расхождение, к примеру находки во 2-м стиле в Петре отличались своеобразием и не были точь-в-точь похожи на фрески в Италии.

## Особые формы стенописи

### Пейзажи
Все временные периоды представляют нам археологические находки с пейзажами, изображающими сад. Все пространство комнаты было раскрашено. Часто нарисованный сад был огражден низкой стеной, за которую каждый мог заглянуть. Сад был густо населен птицами. Также иногда изображались фонтаны и статуи. В помпейских домах таким оформлением достигается впечатление, будто ты находишься не в доме, а в настоящем саду. Эта техника появилась одновременно со 2-м стилем, на который указывают некоторые маленькие детали. Живопись в Casa dei Cubicoli floreali по времени относится к 3-му стилю, и соответственно выполнена без придания рисунку объемности, тогда как пейзажи во 2-м и 4-м стиле передавали глубину и объём.

### Мифологические изображения
В центре стены как правило располагали фреску с фантастическим изображением, другие мотивы использовались реже. Чаще всего фреска была прямоугольной. Такие фрески стали окрашивать окунанием только на последнем этапе 2-го стиля, тогда как раньше их раскрашивали роскошным орнаментом, не признавая более простой способ. Большинство образцов, вероятно, были копиями греческих картин, однако их повторяли неточно, вкус менялся и, соответственно, разные версии одной картины могли значительно отличаться. Вокруг центрального персонажа опять начинают рисовать маленьких купидонов, или других персонажей.
Также эти мифологические картины в значительной степени определяли развитие стиля. Во втором стиле действующие лица были изображены на фоне детально нарисованного пейзажа, в то время как в третьем стиле пейзаж часто был только слегка намечен, и все внимание было отведено персонажам. В четвёртом стиле значимость пейзажа возвращается. Именно этот временной период предоставляет нам множество довольно непритязательных художественных изображений, вероятно сохранившихся просто случайно. Фантастические изображения были в IV в, однако в эпоху Антонинов потеряли своё значение. Картины уменьшились, и перестали занимать центральное место на стене, как это было прежде. В провинциях такие картины хоть и сохранились, но встречались довольно редко.

### Изображения быта
Наряду с фантастическими картинами, изображение повседневной жизни также было широко распространено. Такие изображения редко встречались в жилых помещениях, гораздо чаще они помещались в магазинах или столовых в целях рекламы. Рисунки обычно были неумелыми и стилистически отличались от хорошо прорисованных мифологических изображений. Эротические картины в борделях скорее всего использовались в тех же целях и были так же незатейливо нарисованы.

### Другие изображения
В 4-м стиле стало популярно изображать парящие мифологические фигуры рядом с центральным местом картины. На их месте также мог быть пейзаж, который порой занимал большую часть стены. Особое очарование было у пейзажей с изображением вилл, они часто были написаны в стиле импрессионизма, без детализации. Таким образом вы могли оформить даже всю наружную стену дома. Натюрморты тоже были очень распространены. В термах часто рисовали воду с плавающими в ней рыбами, а в столовых наглядно изображали банкет.

## Оформление помещений
Надо полагать, что живопись зависела от предназначения помещения, а также отображала вкус и финансовые возможности заказчика. Как правило, главные помещения были оформлены гораздо богаче, чем подсобные. Удивительно, но связь между темой картины и функцией помещения не всегда можно было точно установить. В комнатах для пиршества были жизнерадостные натюрморты и дионистические сцены, они же находились и в помещениях, явно не предназначенных для принятия пищи. В макеллуме, на рыбных рынках в Помпеях мы находим изображения рыб, что конечно полностью соответствует функции этих построек. В городском центре напротив располагались картины с мифологическим сюжетом, например Аргус и Ио, или Одиссей и Пенелопа. В этом случае связь картин и зданий не ясна.